# Mesosa postmarmorata
Mesosa postmarmorata är en skalbaggsart som beskrevs av Stefan von Breuning 1965. Mesosa postmarmorata ingår i släktet Mesosa och familjen långhorningar.
Artens utbredningsområde är Laos. Inga underarter finns listade i Catalogue of Life.